# Провідохіна Тетяна Петрівна
Тетяна Петрівна Провідохіна  (рос. Татьяна Петровна Провидохина, 26 березня 1953) — радянська легкоатлетка, олімпійська медалістка.

## Виступи на Олімпіадах
| Олімпіада   | Дисципліна        | Місце |
| ----------- | ----------------- | ----- |
| Москва 1980 | біг на 800 метрів | 3     |